# Eduard Engelhardt
Eduard George Wilhelm Engelhardt (* 10. Oktober 1803 in Berlin; † 17. Dezember 1871 ebenda) war ein deutscher Theaterschauspieler -regisseur, -leiter und -intendant.

## Leben
Engelhardt zeigte bereits als Schüler Vorliebe fürs Theater und betrat am 12. August 1816 als „Jaromir“ in Franz Grillparzers Ahnfrau in Küstrin zum ersten Mal die Bühne. Er machte nun als jugendlicher Liebhaber auf kleineren und größeren Bühnen von sich reden, speziell in Schwerin und Sondershausen, wo er auch im Rollenfach des Helden spielte und an der Oper sang.
Seine eigentliche Kunstepoche begann aber mit seinem Engagement am Hoftheater in Berlin. Hier hatte er Gelegenheit, sich an Vorbildern wie Ludwig Devrient, Fleck und Lebrecht Rebenstein zu orientieren, deren Darstellungsweisen er sich bis in die kleinsten Nuancen aneignete. Mitunter neigte er wohl zu übertriebener Rhetorik. Er „hätte weniger predigen, mehr spielen sollen“, urteilte Moritz Saphir 1831 in einer Kritik.
Nach kurzer Tätigkeit in Berlin heiratete er eine Rittergutsbesitzerin aus Düringsfelde bei Königsberg. Angesichts wirtschaftlicher Schwierigkeiten musste das Gut verkauft werden, und Engelhardt kehrte, diesmal als Direktor, an das Theater Urania nach Berlin zurück. Bald darauf folgte er einer Berufung an das Stadttheater im (damals dänischen) Altona, dessen Direktion er auf eigene Kosten übernahm und das er sieben Jahre leitete. Allerdings verlor er dabei sein Vermögen.
Von 1847 bis 1849 leitete Engelhardt, anfangs mit dem „Theatergrafen“ Hahn-Neuhaus, das Theater in Schleswig. (Siehe Geschichte der Theaterarbeit in Schleswig-Holstein.) Am 21. Oktober 1848 debütierte der Schauspieler Theodor Reusche in Schleswig und fiel durch. Daraufhin gab ihm der Direktor schriftlich den Rat: „Verlassen Sie die jetzt eingeschlagene Laufbahn sofort wieder, gehen Sie zu Ihrer früheren Beschäftigung zurück; Sie werden es beim Theater nie auch nur zur Mittelmäßigkeit bringen, das glauben Sie mir, Sie haben gar kein Talent zum Theater, kehren Sie noch in dieser Stunde um!“ Der Schauspieler, der dennoch (unter anderem auch mit Hilfe Engelhardts) Karriere machte, nahm ihm die Warnung nicht übel und bedankte sich zu Engelhardts Bühnenjubiläum mit einem silbernen Pokal mit der eingravierten Aufschrift „Seinem lieben ersten Direktor“.
1850 wurde er als Oberregisseur an das Vorstädtische Theater in Berlin berufen, wo er am 12. August 1868 sein 25-jähriges Bühnenjubiläum feiern konnte. Zu diesem Anlass wurde er von Kolleginnen und Kollegen wie Anna Schramm, Julie Gräbert, Hugo Edward und Louis Schneider geehrt. Bis 1870 setzte er seine Tätigkeit als Regisseur und Schauspieler fort.
Der 70-jährige Engelhardt zog sich danach ins Privatleben zurück und starb bald nachher.
Es gelang ihm nach Meinung der Zeitgenossen, in die Tiefe der darzustellenden Bühnengestalten einzudringen und lebensnahe Charaktere zur Geltung zu bringen. In einer Würdigung zu seinem Bühnenjubiläum bezeichnete ihn Ludwig Hibeau als „denkenden Schauspieler“ und nachahmenswertes Vorbild.